# 土兴镇
土兴乡，是中华人民共和国四川省巴中市平昌县下辖的一个乡镇级行政单位。2020年5月，将原双鹿乡利民村所属行政区域划归土兴镇管辖。

## 行政区划
土兴乡下辖以下地区：
铁城村、仙灵村、铧山村、郭寺村、福顺村、大田村、玛瑙村、大湖村、小湖村、圣喻村、芙蓉村、宇皇村、龙城村、农科村、风凉村和八角村。